# NS Весов
NS Весов (лат. NS Librae) — одиночная переменная звезда в созвездии Весов на расстоянии (вычисленном из значения параллакса) приблизительно 13189 световых лет (около 4044 парсеков) от Солнца. Видимая звёздная величина звезды — от +19,8m до +19,1m.

## Характеристики
NS Весов — пульсирующая переменная звезда типа RR Лиры (RRAB).